# Pikárdiai juhászkutya
A pikárdiai juhászkutya (Berger de Picard) egy francia kutyafajta.

## Történet
Kialakulása a 800-as évekre tehető. A legrégebbi francia juhászkutya, valószínűleg már a IX. században ismerték az ország északi részén. Valószínűleg a kelták honosították meg a mai Franciaország területén. Származása erősen vitatott. Azon kevés fajták egyike, amelyet még ma is munkakutyaként tartanak. Szülőhazáján kívül kevéssé elterjedt.

## Külleme
Marmagassága 55-66 centiméter, tömege 23-32 kilogramm. Magassága körülbelül azonos a német juhászkutyáéval. Kemény szálú, durva fedőszőrzet és vastag, vízhatlan aljszőrzet jellemzi. Leggyakrabban őzbarna vagy szürke színű, mellkasán és lábain a fehér jegyek megengedettek.

## Jelleme
Természete élénk és alkalmazkodó. Kiváló és hűséges házőrzők, bár kissé gorombán és harciasan védik territóriumukat.

## Képgaléria

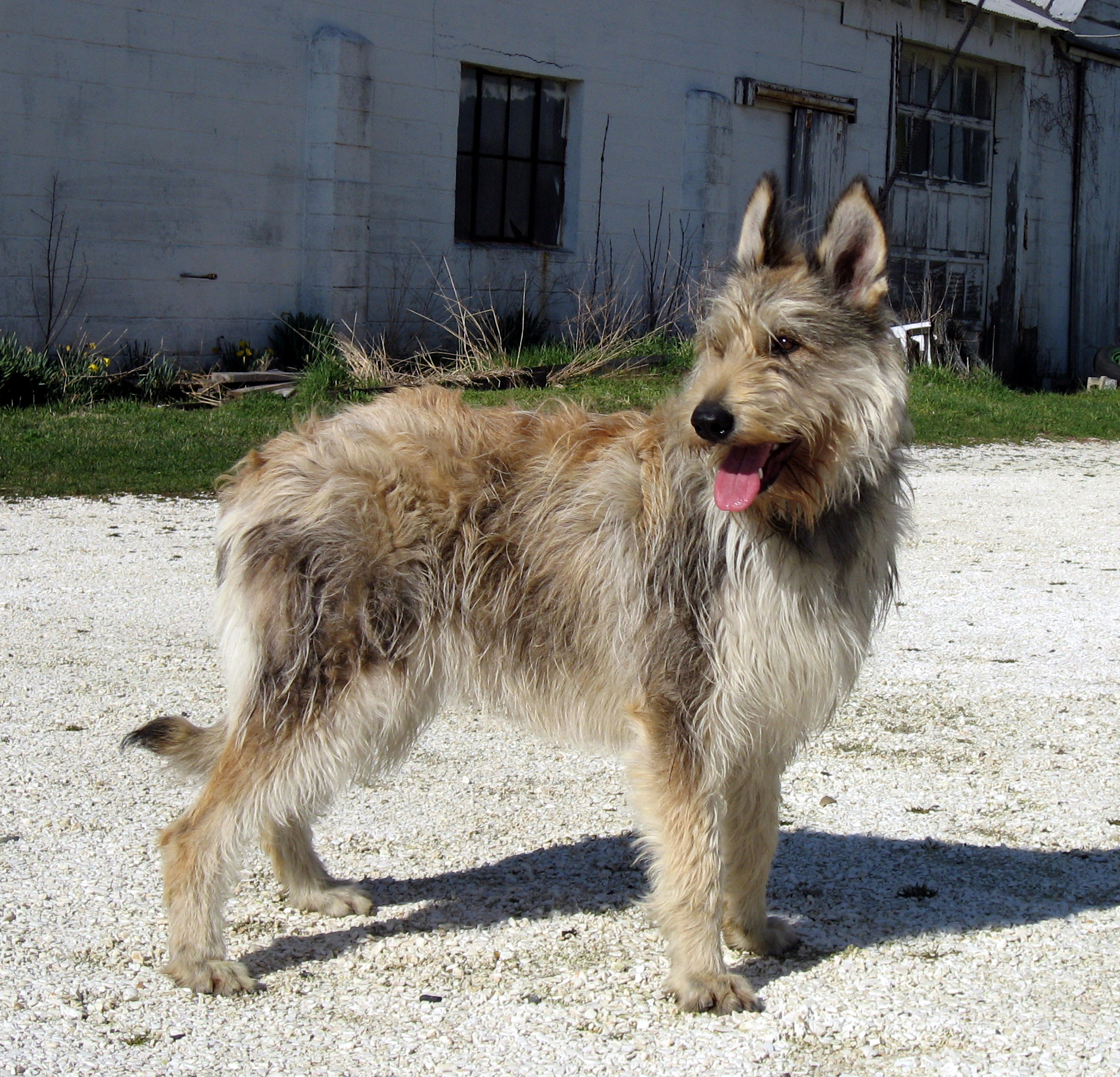
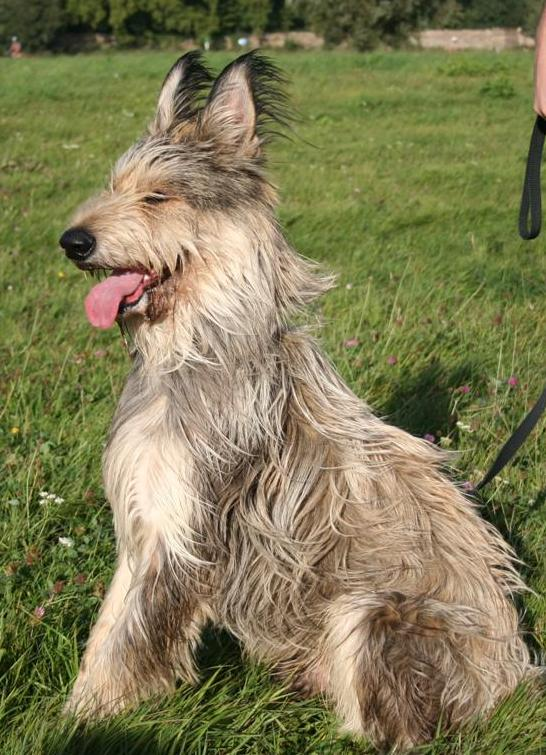
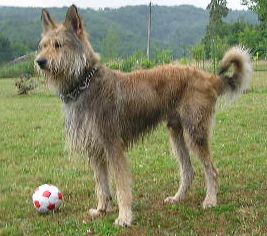
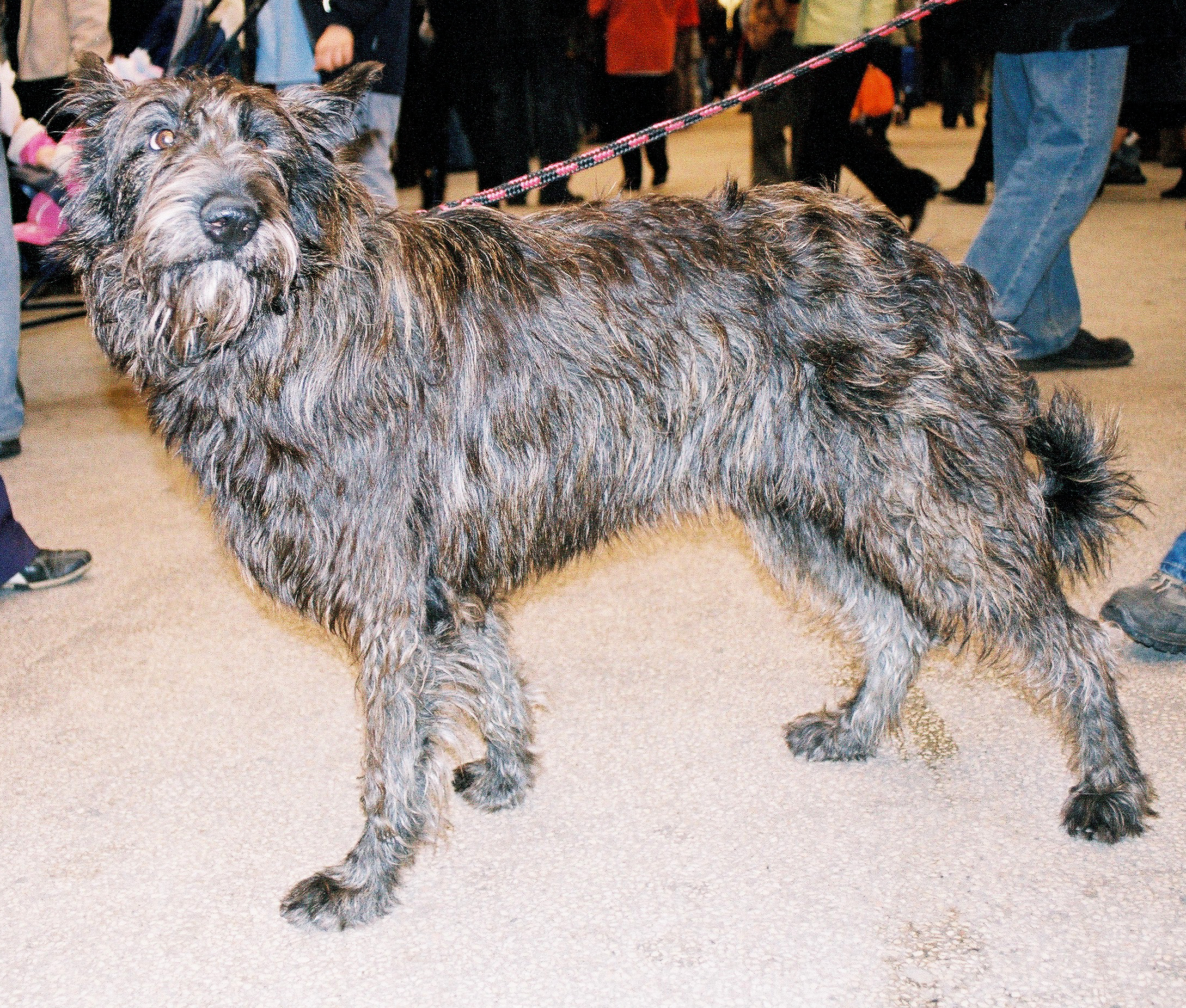